# Dragon Head
Dragon Head (engelska: Doragon heddo) är en japansk långfilm från 2003 i regi av Jôji Iida, med Satoshi Tsumabuki, Sayaka Kanda, Takayuki Yamada och Naohito Fujiki i rollerna. Dragon Head finns också som en manga med 10 böcker.

## Handling
Två ungdomar, Teru och Ako, kommer fram ur vad de trodde var en underjordisk tågkrasch, bara för att upptäcka att en naturkatastrof har decimerat hela landsbygden. Deras mål är att komma hem till Tokyo. Längs vägen möter de spillrorna av den forna befolkningen och en värld i aska.

## Rollista
| Satoshi Tsumabuki | – Teru Aoki       |
| Sayaka Kanda      | – Ako Seto        |
| Takayuki Yamada   | – Nobuo Takahashi |
| Naohito Fujiki    | – Nimura          |
| Yoshimasa Kondô   | – Iwata           |
| Kyûsaku Shimada   | – Minila          |
| Minori Terada     | – Andou           |
| Jinpachi Nezu     | – Matsuo          |
| Camille A. LaBry  | – Ako Seto (röst) |